# Disophrys philippensis
Disophrys philippensis är en stekelart som beskrevs av Per Abraham Roman 1913. Disophrys philippensis ingår i släktet Disophrys och familjen bracksteklar. Inga underarter finns listade i Catalogue of Life.